# Streifenschieber

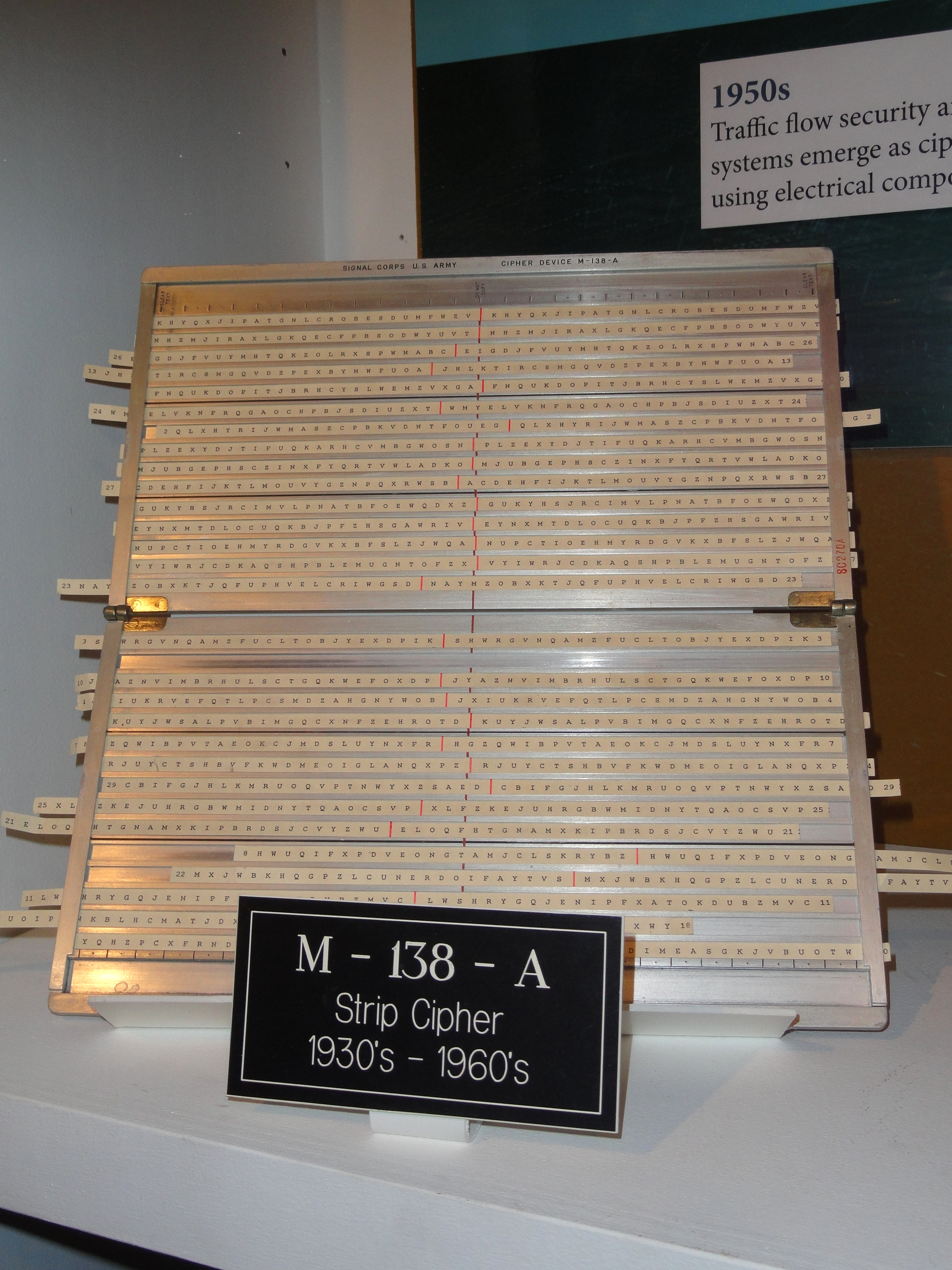
Der amerikanische Strip Cipher M‑138‑A

Streifenschieber (englisch Strip cipher) sind einfache kryptologische Geräte, bei denen zwei oder mehrere Streifen zueinander verschoben werden können. Die Streifen tragen Symbole, Zahlen oder Buchstaben, beispielsweise die 26 Großbuchstaben des lateinischen Alphabets. Dabei können diese in ihrer „natürlichen“ (alphabetischen) Reihenfolge aufgeführt sein, „revertiert“ (rückwärts) oder „verwürfelt“ (ungeordnet) sein.
Die Streifen (zuweilen auch als „Lineale“ bezeichnet) können einfach nur aus Papier oder Karton bestehen und von Hand beschriftet worden sein, es gibt aber auch aufwendigere Konstruktionen, beispielsweise mit Metallstreifen. Die Verschlüsselung (und auch Entschlüsselung) erfolgt, indem die Streifen zueinander verschoben werden und auf einem Streifen das zu verschlüsselnde Klartextzeichen gesucht wird und auf einem gegenüberliegenden Streifen das zugehörige Geheimtextzeichen abgelesen wird (oder umgekehrt).
Historische Beispiele für Streifenschieber sind:
- die amerikanische Strip Cipher M‑138‑A
- die britische Syko SD2 Strip Cipher
- der französische Le Sphinx

Kryptografisch entspricht der Streifenschieber einem Chiffrierzylinder, bei dem der Zylinderumfang auf eine Ebene projiziert wurde. Verwendet wurden sie hauptsächlich in der ersten Hälfte des 20. Jahrhunderts, teilweise noch bis in die 1960er-Jahre. Das Verfahren ist nicht besonders sicher und wurde unter anderem durch den deutschen Kryptoanalytiker Hans Rohrbach (1903–1993) bei seiner Arbeit in der Chiffrierabteilung des Oberkommandos der Wehrmacht (OKW/Chi) im Jahr 1944 gebrochen.